# Agrostis venezuelana
Agrostis venezuelana é uma espécie de gramínea do gênero Agrostis, pertencente à família Poaceae.